# Tinodes rainus
Tinodes rainus là một loài Trichoptera trong họ Psychomyiidae. Chúng phân bố ở miền Cổ bắc.